# Шляхта
Шля́хта (пол. szlachta, предположительно от древневерхненемецкого slahta — «род») — дворянство в Королевстве Польском, Великом княжестве Литовском, а после Люблинской унии 1569 года и Речи Посполитой. Кроме того, имело место в Российской империи (до начала XIX века, в южных окраинах Российской империи до конца XIX в.), а также в некоторых других государствах.
Польская шляхта изначально была исключительно воинским сословием, сумевшим со временем утвердить право на выборную монархию. Сложные отношения между монархией и шляхтой, а также далеко идущие привилегии шляхты стали одной из основных причин упадка Речи Посполитой в XVIII веке.
В Чехии (Šlechta) и в Словакии (Šľachta), как и в странах, бывших когда-то частью Речи Посполитой (Польше, Украине, Белоруссии (Шляхта, Šliachta) и Литве (Šlėkta)), шляхтой также называется и дворянство вообще.

## Происхождение
В польской историографии существуют две теории решения вопроса о происхождении шляхты:
1. Теория естественной эволюции социально-политических отношений в жизни польских племён, отрицающая факт завоевания извне. Государственной организации предшествовала, как и у всех первобытных народов, родовая, причём род представлял собой и экономический союз на началах коллективности. Дальнейшей формой социальной интеграции являлась группа родов, соответствовавшая южнославянскому братству и положившая начало территориальному союзу, называвшемуся впоследствии «ополе». Делами ополя заведовал совет старшин, стоявших во главе отдельных родов, из которых состояло ополе. Из соединения ополей возникали племена, которыми управляли князья. Война усилила княжескую власть и способствовала выделению из общей массы свободных людей особого постоянного класса воинов, образовавшего ядро, из которого постепенно развилось шляхетское сословие (см. военная демократия).
2. Теория профессора Пекосинского. Завоевание Польши полабскими славянами в конце VIII или начале IX века (т. н. Сарматизм). Одним из аргументов в пользу этой гипотезы считается присутствие рун в гербах польской шляхты. В современной историографии считается маловероятной вследствие того, что нет доказательств завоевания Польши иноземцами[2].
3. Имеется также легендарное объяснение происхождения литовской шляхты Матея Стрыйковского, первого историографа ВКЛ: он пишет, что группа римлян во главе с родичем Нерона Палемоном приплыла к жмудским берегам и встретила там тамошних жителей из народа Готов и Гепидов с весьма грубыми нравами. С ними они сдружились и объединились и из двух разных народов смешались в один. В результате этой унии прибывшие латиняне изменили своему родному языку и римским обычаям, затем они поплыли по Неману и там обнаружили хорошие для жизни места и в память об отчизне Риме заложили над Неманом город под названием Новый Рим (Roma Nova). По его словам, от тех же латинян и воинственных готов ведёт своё происхождение и литовская шляхта…[3]. Современные историки не придерживаются версии происхождения литвинов от латинян.

## История
- XI век — первое упоминание об обычае посвящения в рыцари. Короли с 1025 (Болеслав I Храбрый) жаловали рыцарское звание за какие-нибудь заслуги или услуги людям неблагородного происхождения, даже рабам[источник не указан 4441 день]. Благородное сословие носило также название «владык». Старшины рыцарских родов, бывшие князья племён, утративших свою политическую самостоятельность, и потомки этих князей составляли в этом сословии аристократический элемент, который с течением времени развился и разросся в особый класс богатой землевладельческой знати, так называемого «можновладства». Пекосинский утверждает, что польское рыцарство до конца XI столетия находилось на иждивении государей и своих земель не имело.
- XII век — при князе Болеславе III Кривоустом польское рыцарство было наделено поземельными владениями и тогда только обратилось в землевладельческое сословие.
- 1226 — приглашение князем Конрадом Мазовецким тевтонских рыцарей для борьбы с прусскими язычниками.
- 1326—1332 — Польско-тевтонская война.
- 1331 — Битва под Пловцами между тевтонцами и войском польского короля Владислава I Локетка.
- 1346—1347 — Вислицко-Петроковские статуты короля Казимира III Великого. Унификация права в целях упрочения господской собственности; с одновременным ограничением произвола шляхты в отношении крестьянства.
- 1409—1411 — «Великая война» Польши и Великого княжества Литовского с Тевтонским Орденом.
- 1410 — Грюнвальдская битва. Разгром Тевтонского Ордена.
- 1413 — Городельская уния. Бояре Великого Княжества Литовского, принявшие католицизм, получили права и привилегии польской шляхты, а также польские гербы.[4]
- 1447 — Привилей Казимира IV Ягеллончика. Православные бояре Великого Княжества Литовского уравнены в правах с дворянами-католиками[4][5].
- 1454 — Нешавские статуты, введение местного самоуправления. Король обязан согласовывать свои указы с волей местной шляхты.

- 1454—1467 — «Тринадцатилетняя война» Польши с Тевтонским Орденом.
- 1492 — шляхта впервые выбирает короля.
- 1497 — разгром дворянской конницы Яна I Ольбрахта в битве у Козминского леса в Буковине войском молдавского господаря Стефана III Великого.
- 1498 — заработал сейм, собираемый раз в два года из 54 послов шляхетских общин.
- 1500 — Битва на реке Ведроши под Дорогобужем. Разгром войска великого гетмана Литовского Константина Острожского русской ратью Даниила Щени.
- 1505 — установление шляхетской республики («золотая вольность»).
- 1514 — Битва под Оршей. Разгром русской армии войском великого гетмана Литовского Константина Острожского.
- 1531 — Битва при Обертыне. Разгром армии молдавского господаря Петра Рареша войском великого коронного гетмана Яна Амора Тарновского.
- 1534—1537 — «Стародубская война» с Русским государством.
- 1537 — «Петушиная война» (wojna kokosza) — Львовская петиция «посполитого рушения» королю Сигизмунду I Старому по поводу злоупотреблений при дворе королевы Боны.
- 1564 — Битва при Чашниках. Разгром русской армии Петра Шуйского и Василия Серебряного войском великого гетмана Литовского Николая Радзивилла.

- 1575—1586 — правление в Польше и Великом княжестве Литовском Стефана Батория. Реформирование гусарской кавалерии; увеличение роли наёмной армии.
- 1579—1583 — участие армии Стефана Батория в Ливонской войне.
- 1604—1618 — участие польско-литовской шляхты в русской Смуте.
- 1605 — Битва при Кирхгольме (ныне Саласпилс, Латвия). Разгром шведской армии войском великого гетмана Литовского Яна Ходкевича.
- 1606—1609 — Рокош Миколая Зебжидовского.
- 1610 — Клушинская битва. Разгром русской армии войском коронного гетмана Станислава Жолкевского и взятие Москвы.
- 1611 — первый поход на Москву армии великого гетмана Литовского Яна Ходкевича. Разгром Первого земского ополчения Прокопия Ляпунова, Ивана Заруцкого и Дмитрия Трубецкого.

- 1612 — второй поход на Москву армии короля Сигизмунда III Вазы, королевича Владислава и великого гетмана Литовского Яна Ходкевича. Поражение поляков и победа Второго земского ополчения Минина и Пожарского.
- 1618 — третий поход на Москву армии короля Сигизмунда III, королевича Владислава IV и великого гетмана Литовского Яна Ходкевича.
- 1620 — Битва под Цецорой с турками. Поражение польской армии и гибель коронного гетмана Станислава Жолкевского.
- 1621 — Битва при Хотине с турками. Победа поляков и гибель великого гетмана Литовского Яна Ходкевича.
- 1632—1634 — русско-польская война за Смоленск.
- 1648—1654 — национально-освободительная война украинских казаков под предводительством гетмана Богдана Хмельницкого.
- 1648 — битвы под Желтыми Водами, под Корсунем и под Пилявцами с запорожцами. Тяжелые поражения польской армии.
- 1654—1667 — русско-польская война за Левобережную Украину и Смоленск.
- 1655—1660 — «Потоп». Катастрофическое нашествие шведской наёмной армии на Польшу; разорение страны.
- 1660 — Битва под Чудновом. Разгром русско-казацкой армии войском Речи Посполитой и крымскими татарами.
- 1661 — Битва на Кушликовых Горах. Поражение русской армии князя Ивана Хованского от польско-литовской армии Казимира Жеромского и Стефана Чарнецкого.
- 1665—1667 — рокош Любомирского.
- 1669 — в Речи Посполитой введен «скартабэлят» — неполное шляхетство как переходное состояние для нобилитированных семей.
- 1673 — Битва под Хотином. Разгром турецкой армии войском коронного гетмана Яна Собесского.
- 1683 — Битва под Веной. Разгром турецкой армии польскими гусарами короля Яна Собесского.
- 1696 — на конфедерационном сейме шляхта ВКЛ окончательно уравняла свои права с польской шляхтой.
- 1699—1710 — участие Польши в Северной войне в династическом союзе с Саксонией.
- 1717 — «Немой сейм». Соглашение между Августом II Сильным и шляхетской конфедерацией о выводе из страны саксонских войск и ограничении численности наёмной армии.
- 1732 — в России основан шляхетский корпус.
- 1768 — образование Барской конфедерации. Начало «колиивщины» — национально-освободительного движения казачества на Правобережной Украине.
- 1771 — Сражение при Столовичах. Победа русского отряда под командованием А. В. Суворова над армией Барской конфедерации под командованием великого гетмана Литовского М. Огинского.
- 1772 — I раздел Речи Посполитой.
- 1775—1848 — Галицкий сословный Сейм. Становление и деятельность шляхты королевства Галиции и Володомерии[6].
- 1793 — II раздел Речи Посполитой.
- 1794 — восстание Тадеуша Костюшко.
- 1795 — III раздел Речи Посполитой. Конец польско-литовского государства.
- 1807—1815 — Варшавское герцогство под протекторатом Наполеоновской Франции.
- 1813 — «Битва народов» под Лейпцигом. Гибель наполеоновского маршала Юзефа Понятовского.
- 1830—1831 — первое восстание польских инсургентов против Российской империи.
- 1831 — часть шляхты, не сумевшая доказать своего шляхетства, была выделена из дворянского сословия в разряд однодворцев и граждан западных губерний.
- 1863—1864 — второе антироссийское восстание.
- 1883—1888 — публикация исторической трилогии Генрика Сенкевича (1846—1916) «Огнём и мечом», «Потоп», «Пан Володыёвский», способствовавшая популяризации культуры и традиций шляхты в Польше и Российской империи.
- 1921 — ликвидированы последние привилегии шляхты в Польше.

## Численность
Шляхта Речи Посполитой была многочисленна, в середине XVI века около 25 000 семей, насчитывавших около 500 000 членов, около 7 % населения страны, защищаемые предполагаемым сарматским либо римским происхождением, как «государственная нация» обеспечивала армейский контингент, определяла судебную власть, избирала короля, а также могла корректировать политику страны путём liberum veto в сейме, в Варшаве. Даже после присоединения польских земель к России и «разбора» шляхты в 1830-е годы она составляла значительную часть населения этих территорий. В 1857 году шляхтичами были 6,04 % населения Виленской губернии, 4,69 % — Гродненской, 3,80 % — Витебской, 4,19 % — Могилёвской, 6,03 % — Минской. Всего только в этих пяти губерниях к шляхте относились 220 573 человека обоего пола. Основная масса шляхтичей в начале 1860-х годов не владела крепостными, а занималась обработкой небольших участков земли или трудилась по найму.

## Шляхта и рыцарство
Обычно под шляхтой подразумевается польское рыцарство, однако между ними существовали различия, возникшее в XIV веке:
- Шляхта сильно была проникнута корпоративным духом, чувством сословной солидарности и энергично отстаивала свои сословные интересы, которые часто находились в противоречии с интересами других сословий.
- Экономической основой господствующего положения шляхты была феодальная собственность на землю. Взаимоотношения между разными слоями шляхты основывались на принципах иерархии. Доступ в сословие шляхты был возможен только в исключительных случаях за большие заслуги через нобилитацию, гербовую адопцию и индигенат.
- Шляхта обладала иммунитетом: обладала собственностью, освобождалась от некоторых повинностей, имела судебную власть над крестьянами. По кошицкому привилею 1374 года шляхта освобождалась от всех государственных повинностей, за исключением платежа поземельной подати в размере 2 грошей с лена, получила исключительное право занимать должности воевод, каштелянов, судей, подкомориев и др. Рыцарство могло быть рядовым (miles medius, scartabellus); кроме того, встречались рыцари, происходившие из крестьян и солтысов (miles e sculteto vel cmetone). Вира за убийство шляхтича определена была в 60 гривен, за рыцаря рядового 30 гривен и рыцаря последней категории — 15 гривен.
- Шляхта обладала гербами.
- В Великом княжестве Литовском основная масса мелких владельцев в XIII — первой половине XVI века называлась боярами. Впервые бояре названы шляхтой в Городельском привилее 1413 года. Тогдашний состав шляхты в ВКЛ был неоднороден: одни были почти магнатами по владению крупными наследственными имениями; с XV века звались панами. Другие почти не отличались от крестьян по своему имущественному положению.

## Шляхетское самоуправление
В Речи Посполитой XVI—XVIII веков шляхта занимала господствующее положение. При слабости королевской власти страна была по сути шляхетской республикой. Право свободного запрета (либерум вето) на сейме рассматривалось как одно из важнейших прав шляхты и содействовало шляхетской анархии, которая усилилась во второй половине XVII-первой половине XVIII века.
В то время как российское дворянство не превышало 1 % населения, в Речи Посполитой ко времени её раздела шляхта составляла 8-10 %, доходя в отдельных районах до 20 % (например, в Мазовии 23,4 %).
Формой организации шляхты был сеймик — собрание всей шляхты, принадлежавшей к одной и той же местной общине (communitas), как к одному общественному целому.
Нешавское законодательство поставило шляхту на тот же уровень, что и можновладцев: чтобы издать новый закон, установить новый налог или созвать земское ополчение («посполитое рушанье»), король обязан был за разрешением обращаться к шляхетским сеймикам. Вместе с тем шляхта приобрела ещё раньше важные привилегии, гарантировавшие имущественную и личную неприкосновенность шляхтича (Цереквицкий привилей).

## Шляхта и крестьянство
В XIV и XV веках приобретением Червонной Руси и присоединением, хотя бы частичным и временным, Подолии и Волыни, открылись обширные пространства для польской колонизации, так как эти земли были мало населены. Тут образовались громадные латифундии польских магнатов, которые, чувствуя недостаток в рабочих руках, старались привлекать в свои имения крестьян разными льготами.
Эмиграция крестьянского населения из Польши вредно отзывалась на хозяйстве шляхетского сословия. В интересах его было задержать крестьян на месте. Кроме того, общее экономическое развитие Европы к концу средних веков расширило рынки для сбыта земледельческих продуктов Польши, что побуждало польского помещика усиливать эксплуатацию земли, но этого можно было достичь только путём изменений в ведении хозяйства и путём усиления эксплуатации крестьянского труда. Имея политическую силу в своих руках, шляхта ограничила сначала самоуправление крестьянских общин, подчинив их своему контролю, чего она добилась приобретением должности солтыса, стоявшего во главе крестьянской общины.
Вартский статут 1423 года включал в себя постановление, на основании которого помещик мог лишить солтыса должности за ослушание и сам занять эту должность. Сильно стеснив крестьянское самоуправление, шляхта ограничила затем свободу крестьянских переселений, установила панщину и обратила крестьянина в крепостное состояние.
По Петроковскому статуту 1496 года, уйти из помещичьей деревни имел право только один крестьянин, только одного сына крестьянская семья была вправе отдавать в обучение; бежавшего крестьянина закон разрешал помещику преследовать, хватать и возвращать назад. Сеймы в Быдгоще (1520) и в Торуне (1521) установили панщину в размере одного дня в течение недели, а варшавская конфедерация 1573 года давала помещику власть даже над жизнью крепостных.

## Шляхта и мещане
Экономические интересы побуждали шляхту издавать также ограничительные законы и по отношению к городскому сословию. Петроковский статут запретил мещанам приобретать поземельные имения под тем предлогом, что мещане не принимают участия в военных походах и всяческими способами стараются уклониться от военной службы, а между тем именно на поземельной собственности тяготела воинская повинность.
Мещанство попыталось было бороться с шляхтой, но неудачно. Во второй половине XVI века городское представительство было уже устранено от участия в законодательстве страны, хотя представители от некоторых городов и появлялись иногда на сеймах ещё в XVII веке.
Шляхта подчинила промышленность и торговлю власти воевод и старост, чем окончательно убила городское благосостояние. С начала XVI века шляхта была уже всевластным хозяином в государстве и осталась таким хозяином до конца существования Речи Посполитой. Она издавала законы, судила, избирала королей, оберегала государство от врагов, вела войны, заключала соглашения о мире и договоры и т. п.
Не только политическая и социальная организация Польши была шляхетской, — шляхетское мировоззрение господствовало безраздельно и в умственной жизни страны.

## Шляхетское мировоззрение
Во многом ощущению шляхетского единства способствовала особая идеология «сарматизма», выводившая всех польских шляхтичей от древних сармат, в далёкие времена завоевавших славянские племена, которые обитали на землях будущей Польши. «Сарматизм» был неразрывно связан с такими мифологемами как полное равенство всех польских дворян («шляхтич (у себя) на дворе равен воеводе» пол. czlachcic na zagrodzie równy wojewodzie), исключительная добродетель шляхетства, жизненная важность польского хлеба и польского шляхетского фольварка для существования Западной Европы, особое историческое призвание поляков защищать Европу от турецкой опасности и ряд других.

## Шляхетская культура
Шляхта была открытым сословием воюющих господ, в массе своей — малоземельной («дробной») «неаристократической» знатью, во время войны превращавшейся в дворянское ополчение. Тем не менее, даже бедные шляхтичи четко дистанцировали себя от «холопов».
Шляхтичи отличались обостренным чувством собственного достоинства — «гонором» (лат. honor — честь) и демонстративной храбростью. Короля воспринимали как равного себе «пана-брата» и всегда оставляли за собой право на отказ послушания королю (рокош).
Чувство солидарности и равенства шляхтичей выражалось в том, что каждый из заседающих в сейме обладал правом вето.
Основными занятиями большинства шляхты в мирное время были охота, пиры, танцы и прочие галантные увеселения.
Похожие на шляхетскую культуру сословные нормы мелкой знати существовали в России и большинстве других европейских государств. Дольше всего они продержались в Испании, Венгрии и некоторых других странах.
В Чехии (Šlechta) и в Словакии (Šľachta), как и в самой Польше, шляхтой обозначается вообще дворянство.